# Danh sách đĩa nhạc của Martin Garrix
Martin Garrix là một DJ, nhạc sĩ, kiêm nhà sản xuất người Hà Lan. Anh đứng thứ nhất trong danh sách 100 DJ hàng đầu của DJ Mag năm 2016 và cũng là người trẻ tuổi nhất được trao danh hiệu này. Năm 2016, anh sáng lập nhãn đĩa STMPD RCRDS sau khi rời Spinnin 'Records do tranh chấp bản quyền, trước khi ký kết với Sony Music. Năm 2017, anh được công nhận là DJ thường trú tại Hï Ibiza.

## Album tuyển tập
| Tên                          | Chi tiết |
| ---------------------------- | --- |
| The Martin Garrix Collection | - Phát hành: 21 tháng 4 năm 2017 (chỉ ở Nhật Bản) - Hãng đĩa: Epic Amsterdam - Định dạng: Tải kỹ thuật số, CD, vinyl |

## Extended plays (EP)
| Tên                                                                            | Chi tiết | Vị trí cao nhất | Vị trí cao nhất | Vị trí cao nhất |
| Tên                                                                            | Chi tiết | US              | US Dance        | US Heat         |
| ------------------------------------------------------------------------------ | --- | --------------- | --------------- | --------------- |
| Gold Skies                                                                     | - Phát hành: 8 tháng 7 năm 2014 - Hãnh đĩa: Casablanca, Spinnin', School Boy - Định dạng: Tải kỹ thuật số          | 171             | 6               | 6               |
| Break Through the Silence                                                      | - Phát hành: 31 tháng 8 năm 2015 - Hãng đĩa: Casablanca, Spinnin', School Boy - Định dạng: Tải kỹ thuật số         | —               | —               | —               |
| Seven                                                                          | - Phát hành: 28 tháng 10 năm 2016 - Hãng đĩa: STMPD, Epic Amsterdam, Sony Netherlands - Định dạng: Tải kỹ thuật số | —               | 5               | —               |
| BYLAW                                                                          | - Phát hành: 19 tháng 10 năm 2018 - Hãng đĩa: STMPD, Epic Amsterdam, Sony Netherlands - Định dạng: Tải kỹ thuật số | —               | 19              | —               |
| 2019 Remixed                                                                   | - Phát hành: 31 tháng 12 năm 2020 - Hãng đĩa: STMPD, Epic Amsterdam, Sony Netherlands - Định dạng: Tải kỹ thuật số | —               | —               | —               |
| "—" nghĩa là không có dữ liệu hoặc bản nhạc không được phát hành ở khu vực đó. | |                 |                 |                 |

## Đĩa đơn
| Tên                                                                            | Năm  | Vị trí cao nhất | Vị trí cao nhất | Vị trí cao nhất | Vị trí cao nhất | Vị trí cao nhất | Vị trí cao nhất | Vị trí cao nhất | Vị trí cao nhất | Vị trí cao nhất | Vị trí cao nhất | Chứng nhận | Album                     |
| Tên                                                                            | Năm  | NLD             | AUS             | AUT             | BEL             | FRA             | GER             | SWE             | SWI             | UK              | US              | Chứng nhận | Album                     |
| ------------------------------------------------------------------------------ | ---- | --------------- | --------------- | --------------- | --------------- | --------------- | --------------- | --------------- | --------------- | --------------- | --------------- | --- | ------------------------- |
| "ITSA" (với Sleazy Stereo)                                                     | 2012 | —               | —               | —               | —               | —               | —               | —               | —               | —               | —               | | Không có album đĩa đơn    |
| "Keygen"                                                                       | 2012 | —               | —               | —               | —               | —               | —               | —               | —               | —               | —               | | Không có album đĩa đơn    |
| "Registration Code" (với Jay Hardway)                                          | 2012 | —               | —               | —               | —               | —               | —               | —               | —               | —               | —               | | Không có album đĩa đơn    |
| "BFAM" (với Julian Jordan)                                                     | 2012 | —               | —               | —               | —               | —               | —               | —               | —               | —               | —               | | Không có album đĩa đơn    |
| "Torrent" (với Sidney Samson)                                                  | 2013 | —               | —               | —               | —               | —               | —               | —               | —               | —               | —               | | Không có album đĩa đơn    |
| "Error 404" (với Jay Hardway)                                                  | 2013 | —               | —               | —               | —               | —               | —               | —               | —               | —               | —               | | Không có album đĩa đơn    |
| "Just Some Loops" (với TV Noise)                                               | 2013 | —               | —               | —               | —               | —               | —               | —               | —               | —               | —               | | Không có album đĩa đơn    |
| "Animals"                                                                      | 2013 | 3               | 29              | 6               | 1               | 2               | 4               | 4               | 2               | 1               | 21              | - ARIA: Bạch kim - BEA: 2× Bạch kim - BPI: Platinum - BVMI: Bạch kim - GLF: Bạch kim - MC: 2× Bạch kim - RIAA: 2× Bạch kim - RMNZ: Vàng                                  | Gold Skies – EP           |
| "Wizard" (với Jay Hardway)                                                     | 2013 | 16              | —               | 34              | 6               | 31              | 30              | 21              | 29              | 7               | —               | - GLF: Vàng | Gold Skies – EP           |
| "Helicopter" (với Firebeatz)                                                   | 2014 | 59              | —               | —               | 33              | 98              | —               | —               | —               | —               | —               | | Không có album đĩa đơn    |
| "Tremor" (với Dimitri Vegas & Like Mike)                                       | 2014 | 44              | —               | 55              | 3               | 116             | —               | —               | —               | 30              | —               | | Gold Skies – EP           |
| "Gold Skies" (với Sander van Doorn và DVBBS hợp tác với Aleesia)               | 2014 | 94              | —               | —               | 9               | 183             | —               | —               | —               | 49              | —               | | Gold Skies – EP           |
| "Proxy"                                                                        | 2014 | 89              | —               | —               | —               | —               | —               | —               | —               | —               | —               | | Gold Skies – EP           |
| "Turn Up the Speakers" (với Afrojack)                                          | 2014 | 50              | —               | 57              | 44              | —               | —               | —               | —               | —               | —               | | Non-album single          |
| "Set Me Free" (với Dillon Francis)                                             | 2014 | —               | —               | —               | 57              | —               | —               | —               | —               | —               | —               | | Money Sucks, Friends Rule |
| "Virus (How About Now)" (với MOTi)                                             | 2014 | 27              | —               | —               | 34              | 50              | 94              | —               | —               | —               | —               | | Không có album đĩa đơn    |
| "Forbidden Voices"                                                             | 2015 | 29              | —               | —               | —               | 133             | —               | —               | —               | —               | —               | | Không có album đĩa đơn    |
| "Don't Look Down" (hợp tác với Usher)                                          | 2015 | 16              | 63              | 37              | 26              | 136             | 37              | 59              | 65              | 9               | —               | - ARIA: Vàng - BPI: Vàng - MC: Vàng | Không có album đĩa đơn    |
| "The Only Way Is Up" (với Tiësto)                                              | 2015 | 74              | —               | —               | —               | —               | —               | 81              | —               | —               | —               | | Club life: Vol. 4         |
| "Dragon" (với Matisse & Sadko)                                                 | 2015 | —               | —               | —               | 55              | —               | —               | —               | —               | —               | —               | | Break Through the Silence |
| "Break Through the Silence" (với Matisse & Sadko)                              | 2015 | —               | —               | —               | 39              | —               | —               | —               | —               | —               | —               | | Break Through the Silence |
| "Poison"                                                                       | 2015 | —               | —               | —               | —               | —               | —               | —               | —               | —               | —               | | Không có album đĩa đơn    |
| "Bouncybob" (hợp tác với Justin Mylo và Mesto)                                 | 2015 | —               | —               | —               | —               | —               | —               | —               | —               | —               | —               | | Không có album đĩa đơn    |
| "Now That I've Found You" (hợp tác với John và Michel)                         | 2016 | 73              | —               | 70              | —               | 106             | —               | —               | —               | —               | —               | | Không có album đĩa đơn    |
| "Lions In The Wild" (với Third Party)                                          | 2016 | —               | —               | —               | —               | 125             | —               | —               | —               | —               | —               | | Không có album đĩa đơn    |
| "Oops"                                                                         | 2016 | —               | —               | —               | —               | —               | —               | —               | —               | —               | —               | | Không có album đĩa đơn    |
| "In the Name of Love" (với Bebe Rexha)                                         | 2016 | 4               | 8               | 9               | 13              | 26              | 14              | 9               | 10              | 9               | 24              | - NVPI: Vàng - ARIA: 2× Bạch kim - BEA: Bạch kim - BPI: Bạch kim - BVMI: Bạch kim - MC: 3× Bạch kim - GLF: 4× Bạch kim - RIAA: 2× Bạch kim - SNEP: Kim cương             | Không có album đĩa đơn    |
| "Wiee" (với Mesto)                                                             | 2016 | —               | —               | —               | —               | —               | —               | —               | —               | —               | —               | | Seven                     |
| "Sun Is Never Going Down" (hợp tác với Dawn Golden)                            | 2016 | —               | —               | —               | —               | —               | —               | —               | —               | —               | —               | | Seven                     |
| "Spotless" (với Jay Hardway)                                                   | 2016 | —               | —               | —               | —               | —               | —               | —               | —               | —               | —               | | Seven                     |
| "Hold On & Believe" (hợp tác với The Federal Empire)                           | 2016 | —               | —               | —               | —               | —               | —               | —               | —               | —               | —               | | Seven                     |
| "Welcome" (với Julian Jordan)                                                  | 2016 | —               | —               | —               | —               | —               | —               | —               | —               | —               | —               | | Seven                     |
| "Together" (với Matisse & Sadko)                                               | 2016 | —               | —               | —               | —               | —               | —               | —               | —               | —               | —               | | Seven                     |
| "Make Up Your Mind" (với Florian Picasso)                                      | 2016 | —               | —               | —               | —               | —               | —               | —               | —               | —               | —               | | Seven                     |
| "Scared to Be Lonely" (với Dua Lipa)                                           | 2017 | 3               | 14              | 10              | 10              | 43              | 9               | 3               | 10              | 14              | 76              | - NVPI: 3× Bạch kim - ARIA: 2× Bạch kim - BEA: Vàng - BPI: Bạch kim - BVMI: Bạch kim - GLF: 4× Bạch kim - IFPI SWI: Vàng - MC: 2× Bạch kim - RIAA: Bạch kim - SNEP: Vàng | Không có album đĩa đơn    |
| "Byte" (với Brooks)                                                            | 2017 | —               | —               | —               | —               | 104             | —               | —               | —               | —               | —               | | Không có album đĩa đơn    |
| "There for You" (với Troye Sivan)                                              | 2017 | 12              | 23              | 25              | 20              | 78              | 31              | 34              | 24              | 40              | 94              | - ARIA: Bạch kim - BEA: Bạch kim - BPI: Bạc - BVMI: Vàng - GLF: Vàng - MC: Bạch kim - RIAA: Vàng - SNEP: Vàng                                                            | Không có album đĩa đơn    |
| "Pizza"                                                                        | 2017 | —               | —               | —               | —               | 88              | —               | —               | 85              | —               | —               | | Không có album đĩa đơn    |
| "Forever" (với Matisse & Sadko)                                                | 2017 | 153             | —               | —               | 66              | 138             | —               | —               | —               | —               | —               | | Không có album đĩa đơn    |
| "So Far Away" (với David Guetta hợp tác với Jamie Scott và Romy Dya)           | 2017 | 14              | 58              | 12              | 39              | 109             | 8               | 30              | 14              | 81              | —               | - ARIA: Vàng - BEA: Vàng - IFPI AUT: Vàng - SNEP: Vàng | Không có album đĩa đơn    |
| "Like I Do" (với David Guetta và Brooks)                                       | 2018 | 21              | 73              | 20              | 42              | 31              | 23              | 15              | 22              | 29              | —               | - BVMI: Vàng - FIMI: Bạch kim - IFPI AUT: Vàng - MC: Bạch kim - SNEP: Vàng                                                                                               | 7                         |
| "Game Over" (với Loopers)                                                      | 2018 | —               | —               | —               | —               | —               | —               | —               | —               | —               | —               | | Không có album đĩa đơn    |
| "Ocean" (hợp tác với Khalid)                                                   | 2018 | 16              | 12              | 23              | 42              | 166             | 38              | 11              | 25              | 25              | 78              | - ARIA: 3× Bạch kim - BPI: Bạc - IFPI SWI: Bạch kim - FIMI: Vàng - MC: Bạch kim - RIAA: Vàng                                                                             | Không có album đĩa đơn    |
| "High on Life" (hợp tác với Bonn)                                              | 2018 | 19              | 59              | 52              | 51              | 131             | 66              | 29              | 45              | —               | —               | - FIMI: Vàng - MC: Vàng | Không có album đĩa đơn    |
| "Burn Out" (với Justin Mylo hợp tác với Dewain Whitmore)                       | 2018 | 52              | —               | 55              | —               | —               | 90              | 64              | 67              | —               | —               | | Không có album đĩa đơn    |
| "Breach (Walk Alone)" (with Blinders)                                          | 2018 | —               | —               | —               | —               | —               | —               | —               | —               | —               | —               | | BYLAW                     |
| "Yottabyte"                                                                    | 2018 | —               | —               | —               | —               | —               | —               | —               | —               | —               | —               | | BYLAW                     |
| "Latency" (với Dyro)                                                           | 2018 | —               | —               | —               | —               | —               | —               | —               | —               | —               | —               | | BYLAW                     |
| "Access"                                                                       | 2018 | ―               | ―               | ―               | ―               | ―               | ―               | ―               | ―               | ―               | ―               | | BYLAW                     |
| "Waiting for Tomorrow" (với Pierce Fulton hợp tác với Mike Shinoda)            | 2018 | ―               | ―               | ―               | ―               | ―               | ―               | ―               | ―               | ―               | ―               | | BYLAW                     |
| "Dreamer" (hợp tác với Mike Yung)                                              | 2018 | ―               | ―               | ―               | 67              | ―               | ―               | 73              | ―               | ―               | ―               | | Không có album đĩa đơn    |
| "Glitch" (hợp tác với Julian Jordan)                                           | 2018 | ―               | ―               | ―               | ―               | ―               | ―               | ―               | ―               | ―               |                 | | Không có album đĩa đơn    |
| "No Sleep" (hợp tác với Bonn)                                                  | 2019 | 38              | ―               | 61              | 51              | ―               | 96              | 41              | 58              | ―               | ―               | | Không có album đĩa đơn    |
| "Mistaken" (hợp tác với Matisse & Sadko và Alex Aris)                          | 2019 | ―               | ―               | ―               | ―               | ―               | ―               | ―               | ―               | ―               |                 | | Không có album đĩa đơn    |
| "Summer Days" (hợp tác với Macklemore và Patrick Stump)                        | 2019 | 14              | 47              | 13              | 19              | 26              | 24              | 34              | 22              | 26              | 100             | - ARIA: Vàng - BEA: Vàng - BPI: Bạc - FIMI: Vàng - IFPI AUT: Vàng - MC: Vàng - SNEP: Vàng                                                                                | Không có album đĩa đơn    |
| "These Are the Times" (hợp tác với JRM)                                        | 2019 | ―               | ―               | ―               | ―               | ―               | ―               | ―               | ―               | ―               | ―               | | Không có album đĩa đơn    |
| "Home" (hợp tác với Bonn)                                                      | 2019 | 94              | ―               | ―               | ―               | ―               | ―               | 61              | ―               | ―               | ―               | | Không có album đĩa đơn    |
| "Used to Love" (Hợp tác với Dean Lewis)                                        | 2019 | 32              | 46              | ―               | 31              | ―               | ―               | 40              | 42              | ―               | ―               | - ARIA: Vàng | Không có album đĩa đơn    |
| "Hold On" (Hợp tác với Matisse & Sadko và Michel Zitron)                       | 2019 | ―               | ―               | ―               | ―               | ―               | ―               | ―               | ―               | ―               | ―               | | Không có album đĩa đơn    |
| "Drown" (Hợp tác với Clinton Kane)                                             | 2020 | ―               | ―               | ―               | ―               | ―               | ―               | ―               | ―               | ―               | ―               | | Không có album đĩa đơn    |
| "Higher Ground" (Hợp tác với John Martin)                                      | 2020 | 89              | —               | —               | —               | —               | —               | 80              | —               | —               | —               | | Không có album đĩa đơn    |
| "—" nghĩa là không có dữ liệu hoặc bản nhạc không được phát hành ở khu vực đó. |      |                 |                 |                 |                 |                 |                 |                 |                 |                 |                 | |                           |

## Video âm nhạc
| Tên                             | Năm              | Nghệ sĩ khác                             | Đạo diễn                         | Ref.             |
| Là nghệ sĩ chính                | Là nghệ sĩ chính | Là nghệ sĩ chính                         | Là nghệ sĩ chính                 | Là nghệ sĩ chính |
| ------------------------------- | ---------------- | ---------------------------------------- | -------------------------------- | ---------------- |
| "BFAM"                          | 2012             | Julian Jordan                            | Mark Loonen                      | [ 95 ]           |
| "Animals"                       | 2013             | không có                                 | Mark Loonen                      | [ 96 ]           |
| "Wizard"                        | 2013             | Jay Hardway                              | Mark Loonen                      | [ 97 ]           |
| "Tremor"                        | 2014             | Dimitri Vegas & Like Mike                | Không xác định                   | [ 98 ]           |
| "Gold Skies"                    | 2014             | Sander van Doorn DVBBS Aleesia           | Aap Noot Film                    | [ 99 ]           |
| "Turn Up the Speakers"          | 2014             | Afrojack                                 | Không xác định                   | [ 100 ]          |
| "Gold Skies (Tiësto Remix)"     | 2014             | Sander van Doorn DVBBS Tiësto Aleesia    | Không xác định                   | [ 101 ]          |
| "Gold Skies (DubVision Remix)"  | 2014             | Sander van Doorn DVBBS DubVision Aleesia | Không xác định                   | [ 102 ]          |
| "Virus (How About Now)"         | 2014             | MOTi                                     | Không xác định                   | [ 103 ]          |
| "Forbidden Voices"              | 2015             | không có                                 | Mark Loonen                      | [ 104 ]          |
| "Don't Look Down"               | 2015             | Usher                                    | Petros                           | [ 105 ]          |
| "The Only Way Is Up"            | 2015             | Tiësto                                   | Không xác định                   | [ 106 ]          |
| "Dragon"                        | 2015             | Matisse & Sadko                          | Laban                            | [ 107 ]          |
| "Break Through the Silence"     | 2015             | Matisse & Sadko                          | Laban                            | [ 108 ]          |
| "Bouncybob"                     | 2015             | Justin Mylo và Mesto                     | Không xác định                   | [ 109 ]          |
| "Now That I've Found You"       | 2016             | John Martin và Michel Zitron             | Peter Huang                      | [ 110 ]          |
| "Lions In The Wild"             | 2016             | Third Party                              | Giaro Giarratana Damian Karsznia | [ 111 ]          |
| "In the Name of Love"           | 2016             | Bebe Rexha                               | Emil Nava                        | [ 112 ]          |
| "WIEE"                          | 2016             | Mesto                                    | Không xác định                   | [ 113 ]          |
| "Sun Is Never Going Down"       | 2016             | Dawn Golden                              | Không xác định                   | [ 114 ]          |
| "Spotless"                      | 2016             | Jay Hardway                              | Không xác định                   | [ 115 ]          |
| "Hold On & Believe"             | 2016             | The Federal Empire                       | Không xác định                   | [ 116 ]          |
| "Welcome"                       | 2016             | Julian Jordan                            | Không xác định                   | [ 117 ]          |
| "Together"                      | 2016             | Matisse & Sadko                          | Không xác định                   | [ 118 ]          |
| "Make Up Your Mind"             | 2016             | Florian Picasso                          | Không xác định                   | [ 119 ]          |
| "Scared to Be Lonely"           | 2017             | Dua Lipa                                 | Blake Claridge                   | [ 120 ]          |
| "Byte"                          | 2017             | Brooks                                   | Damian Karsznia                  | [ 121 ]          |
| "There For You"                 | 2017             | Troye Sivan                              | Jordan Taylor Wright             | [ 122 ]          |
| "Boomerang"                     | 2017             | Brooks                                   | Damian Karsznia                  | [ 123 ]          |
| "Forever"                       | 2017             | Matisse & Sadko                          | Damian Karsznia                  | [ 124 ]          |
| "So Far Away"                   | 2017             | David Guetta, Jamie Scott, và Romy Dya   | Damian Karsznia                  | [ 125 ]          |
| "Ocean"                         | 2018             | Khalid                                   | Damian Karsznia                  | [ 126 ]          |
| "High on Life"                  | 2018             | Bonn                                     | Damian Karsznia                  | [ 127 ]          |
| "Burn Out"                      | 2018             | Justin Mylo, Dewain Whitmore             | Damian Karsznia                  | [ 128 ]          |
| "X's"                           | 2018             | CMC$, Icona Pop                          | Damian Karsznia                  | [ 129 ]          |
| "Breach (Walk Alone)"           | 2018             | Blinders                                 | Damian Karsznia                  | [ 130 ]          |
| "Yottabye"                      | 2018             | Không có                                 | Damian Karsznia                  | [ 131 ]          |
| "Latency"                       | 2018             | Dyro                                     | Damian Karsznia                  | [ 132 ]          |
| "Access"                        | 2018             | Không có                                 | Damian Karsznia                  | [ 133 ]          |
| "Waiting for Tomorrow"          | 2018             | Pierce Fulton, Mike Shinoda              | Damian Karsznia                  | [ 134 ]          |
| "Dreamer"                       | 2018             | Mike Yung                                | Không xác định                   | [ 135 ]          |
| "Glitch"                        | 2018             | Julian Jordan                            | Damian Karsznia                  | [ 136 ]          |
| "No Sleep"                      | 2019             | Bonn                                     | Damian Karsznia Olav Stubberud   | [ 137 ]          |
| "Mistaken"                      | 2019             | Matisse & Sadko và Alex Aris             | Damian Karsznia                  | [ 138 ]          |
| "Summer Days"                   | 2019             | Macklemore Patrick Stump                 | Không xác định                   | [ 139 ]          |
| "Home"                          | 2019             | Bonn                                     | Không xác định                   | [ 140 ]          |
| "Used To Love"                  | 2019             | Dean Lewis                               | Không xác định                   | [ 141 ]          |
| "Drown"                         | 2020             | Clinton Kane                             | Không xác định                   | [ 142 ]          |
| "Higher Ground"                 | 2020             | John Martin                              | Không xác định                   | [ 143 ]          |
| Là nghệ sĩ hợp tác              |                  |                                          |                                  |                  |
| "Crackin (Martin Garrix Edit)"  | 2014             | Bassjackers                              | Không xác định                   | [ 144 ]          |
| "Backlash (Martin Garrix Edit)" | 2014             | DubVision                                | Không xác định                   | [ 145 ]          |

## Các bản Remix
| Tên                                                         | Năm  | Nghệ sĩ gốc                                 | Album                                      | Ref.    |
| ----------------------------------------------------------- | ---- | ------------------------------------------- | ------------------------------------------ | ------- |
| "Your Body" (Martin Garrix Remix)                           | 2012 | Christina Aguilera                          | Lotus (Deluxe Edition)                     | [ 146 ] |
| "Midnight Sun 2.0" (Martin Garrix Remix)                    | 2012 | Roy Gates                                   | Không có album Remix                       | [ 147 ] |
| "Stellar" (Martin Garrix Remix)                             | 2013 | Daddy's Groove                              | Không có album Remix                       | [ 148 ] |
| "Project T" (Martin Garrix Remix)                           | 2013 | Dimitri Vegas & Like Mike, Sander van Doorn | Không có album Remix                       | [ 149 ] |
| "Animals" (Victor Niglio & Martin Garrix Festival Trap Mix) | 2013 | Martin Garrix                               | Animals (Remixes)                          | [ 150 ] |
| "Crackin" (Martin Garrix Edit)                              | 2014 | Bassjackers                                 | Không có album Remix                       | [ 151 ] |
| "Backlash" (Martin Garrix Edit)                             | 2014 | DubVision                                   | Không có album Remix                       | [ 152 ] |
| "Can't Feel My Face" (Martin Garrix Remix)                  | 2015 | The Weeknd                                  | Beauty Behind the Madness (Deluxe Edition) | [ 153 ] |
| "Ocean" (Martin Garrix & Cesqeaux Remix)                    | 2018 | Martin Garrix (hợp tác với Khalid)          | Ocean (Remixes Vol.1)                      | [ 154 ] |
| "Mistaken" (Club Mix)                                       | 2019 | Martin Garrix & Matisse & Sadko             | không có album Remix                       | [ 155 ] |
| "Someone You Loved" (Martin Garrix Remix)                   | 2019 | Lewis Capaldi                               | Không ra mắt                               | [ 156 ] |

## Vai trò trong sản xuất và sáng tác
Dữ liêu lấy từ DJ Mag và Your EDM.
| Tên                | Năm  | Nghệ sĩ                      | Album                  | Vai trò           |
| ------------------ | ---- | ---------------------------- | ---------------------- | ----------------- |
| "De Wereld Rond"   | 2012 | Yes-R                        | Fashion                | Sáng tác Sản xuất |
| "Waiting for Love" | 2015 | Avicii                       | Stories                | Sáng tác Sản xuất |
| "Clap Your Hands"  | 2015 | David Guetta & GLOWINTHEDARK | Listen Again           | Sáng tác          |
| "Another Level"    | 2018 | Afrojack                     | Press Play             | Sản xuất thêm     |
| "Riot"             | 2019 | Brooks & Jonas Aden          | Không có album đĩa đơn | Sáng tác          |
| "Fade Away"        | 2019 | Matisse & Sadko và SMBDY     | Không có album đĩa đơn | Sáng tác          |

## Phát hành dưới tên gọi

### LàAREA21(vớiMaejor)
| Tên             | Năm  | Album                  |
| --------------- | ---- | ---------------------- |
| "Spaceships"    | 2016 | Không có album đĩa đơn |
| "Girls"         | 2016 | Không có album đĩa đơn |
| "We Did It"     | 2017 | Không có album đĩa đơn |
| "Glad You Came" | 2017 | Không có album đĩa đơn |
| "Happy"         | 2018 | Không có album đĩa đơn |
| "Help"          | 2019 | Không có album đĩa đơn |

### Là GRX
| Tên                                                | Năm  | Vị trí cao nhất | Album                  |
| Tên                                                | Năm  | US Dance        | Album                  |
| -------------------------------------------------- | ---- | --------------- | ---------------------- |
| "Gamer" (với Bassjackers)                          | 2013 | ―               | Không có album đĩa đơn |
| "Psycho" (với Yellow Claw và Cesqeaux)             | 2013 | ―               | Không có album đĩa đơn |
| "Can't You See" (với Shermanology)                 | 2014 | ―               | Không có album đĩa đơn |
| "Boomerang" (với Brooks)                           | 2017 | ―               | Không có album đĩa đơn |
| "X's" (với CMC$ hợp tác với Icona Pop)             | 2018 | 36              | Không có album đĩa đơn |
| "Restart Your Heart" (hợp tác với Florian Picasso) | 2020 | —               | Không có album đĩa đơn |

### Là YTRAM
| Tên                                            | Năm  | Album                  |
| ---------------------------------------------- | ---- | ---------------------- |
| "Make You Mine" (hợp tác với Bleu Clair và RA) | 2020 | Không có album đĩa đơn |